# Bexbach
Bexbach er en by og kommune i Saarland, Tyskland. I 2008 havde kommunen et indbyggertal på 18.457. Byen ligger ved grænsen til delstaten Rheinland-Pfalz og cirka 30 kilometer fra grænsen til Frankrig.

## Venskabsbyer
- Edenkoben – siden 1936
- Goshen, Indiana – siden 1979
- Pornichet – siden 1985

## Eksterne links
- Wikimedia Commons har flere filer relateret til Bexbach
- Stadt Bexbach's officielle hjemmeside